# Пятиугольный грех
«Пятиугольный грех» — альбом проекта «Террариум» (сайд-проекта группы «Аквариум»). Все песни написаны на стихи Джорджа Гуницкого.

## Список композиций
Музыка — Б. Гребенщиков, М. Леонидов (5), В. Бутусов (9), А. Васильев (11). Слова — А. Гуницкий.
После знака / указан основной вокалист песни:
1. «Январский романс» (3:00) / Борис Гребенщиков (БГ)
2. «Не синхрон» (4:16) / БГ
3. «Моллой пришёл» (2:46) / БГ
4. «Вести с огорода» (4:13) / БГ и Настя Полева
5. «Зоя и Соня» (3:52) / Максим Леонидов и БГ
6. «Пятиугольный грех» (0:28) / Анна Гусева и Татьяна Хроменко
7. «Электрическая птица» (3:31) / БГ
8. «География» (2:14) / БГ
9. «Лабрадор/Гибралтар» (4:08) / Вячеслав Бутусов
10. «Креол» (3:43) / БГ и Максим Леонидов
11. «Китайцы не хотят» (4:30) / Александр Васильев и БГ
12. «По крайней мере» (3:26) / БГ

Также в записи альбома принимали участие:
- Егор Белкин — гитара.
- Александр Беренсон — труба.
- Владимир Кудрявцев — бас-гитара, контрабас.
- Альберт Потапкин — ударные.
- Борис Рубекин — клавишные.
- Олег Сакмаров — саксофон, флейта.
- Алексей Силютин — фагот, контрафагот.
- Андрей Суротдинов — скрипка.
- Сергей Чиграков («Чиж») — аккордеон, вокал.
- Олег Шавкунов («Шар») — ударные.

- ансамбль «Темуджин» (Монголия)
- и другие[3]